# Starship Troopers (Computerspiel)
Das Computerspiel Starship Troopers ist ein Spin-off des gleichnamigen Films beziehungsweise des gleichnamigen Romans von Robert A. Heinlein. Es war der zweite Versuch der Strangelite Studios diesen Ego-Shooter auf den Markt zu bringen.
Bei diesem Computerspiel übernimmt der Spieler die Rolle eines Mitgliedes der Spezialeinheit Marauder der Mobilen Infanterie und muss gegen die feindlichen Bugs (engl. „Insekten“ beziehungsweise „Ungeziefer“, auch „Pseudo-Arachnida“ genannt) einer außerirdischen, spinnenähnlichen Spezies vom Planeten Klendathu kämpfen.

## Handlung
Das Spiel beginnt fünf Jahre nach der Zerstörung von Buenos Aires durch einen Bug-Meteor. Die Feinde konnten zwar weit in die Arachnoiden Quarantäne Zone abgedrängt werden, doch der Krieg dauert noch stets an. Die Spezialeinheit der Marauder, der man als Spieler angehört, soll dazu beitragen den Feind zu vernichten.
Das Spiel ist in Level unterteilt. Nach Lösung schwierig werdender Aufgaben erreicht der Spieler das nächste Level.
Die Aufgaben bestehen hauptsächlich im Töten von Feinden. Dazu steht dem Spieler mit zunehmendem Level ein größer werdendes Waffenarsenal zur Verfügung.

## Kritik
Die Computerspielezeitschrift GameStar schrieb im Fazit: 
Okay, das Starship-Troopers-Taktikspiel von 2001 war zwar cool, trotzdem wollte ich schon immer lieber selbst mitten im Bug-Gewusel stehen und aus allen Rohren feuern. Und genau das kann ich jetzt endlich tun. Monotoner Spielablauf hin, schwächliche Grafik her, Starship Troopers macht mir durch die Atmosphäre und rasante Missionen eine Menge Spaß. Da verschmerze ich auch die kurze Spielzeit, immerhin darf ich im (wenn auch knappen) Koop-Modus gemeinsam mit meinen Kumpels der Föderation dienen. Auf in die Mobile Infanterie!
Wertung: (77 Prozent)